# Beleg van Leeuwarden (1498)

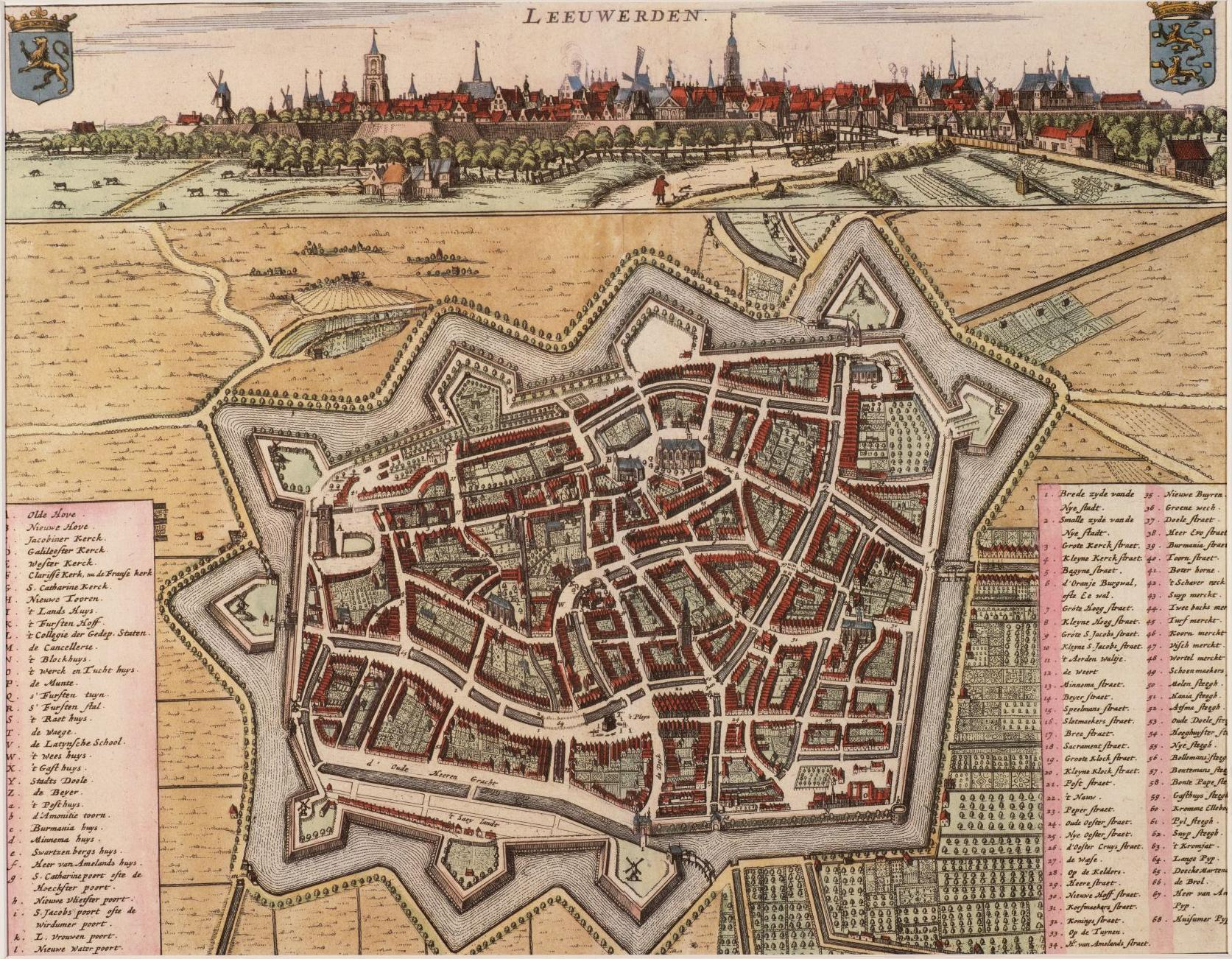
Historische kaart en stadsgezicht van Leeuwarden

Het Beleg van Leeuwarden was een belegering van de stad Leeuwarden door het leger van Albrecht van Saksen dat onder bevel stond van Willibrord von Schaumberg. Het beleg duurde negen weken en eindigde op 23 oktober 1498 door inname van de stad door het Saksische leger. 

## Aanloop
Het laatste decennium van de 15e eeuw was een roerige tijd voor Friesland. Hertog Albrecht van Saksen kreeg Friesland, met inbegrip van de Ommelanden in bezit van keizer Maximiliaan in 1498 als betaling voor zijn diensten aan de keizer. Hij werd tot gouverneur (potestaat) benoemd van Friesland. Friesland dat weliswaar deel uitmaakte van Heilige Roomse Rijk had nimmer een heer gekend, althans een heer had er nimmer blijvend gezag weten te verwerven. Aan het einde van de vijftiende eeuw waren De Friese landen het strijdtoneel van de conflicten tussen Schieringers en Vetkopers. De stad Groningen leek in die conflicten de enige machtsfactor die handelend kon optreden en breidde haar macht uit tot vrijwel geheel Friesland en de Ommelanden. Om de macht van de stad Groningen in te dammen, werd Albrecht door sommigen in Friesland met open armen ontvangen. 
Albrecht stuurt in het voorjaar van 1498 zijn legeraanvoerder Willibrord von Schaumberg met een geduchte troepenmacht naar Friesland om het voor hem in bezit te nemen. Leeuwarden was een van de steden die zich teweerstelden. In drie gevechten werden de Friezen door hem verslagen. In april op weg naar Groningen, op 10 juni in de slag bij Laaksum en in de maanden september en oktober bij het beleg van Leeuwarden. 

## Belegering en gevolg
Vooraan in de strijd tegen de hertog van Saksen moest Leeuwarden zich, na een beleg van negen weken, overgeven aan de stadhouder van de hertog, Willebrord van Schaumburg. Deze bedong bij de onderhandelingen dat de hertog een dwangburcht binnen de stad, het Blokhuis, mocht bouwen en deze met zijn mannen te bezetten. Met de inname van Leeuwarden had Albrecht Friesland en de Ommelanden min of meer gepacificeerd. Daarmee brak de Saksentijd aan die voor Friesland vergaande gevolgen zou hebben. Een nieuw bestuursapparaat werd opgezet met het Duits als officiële taal. Deze verandering leidde tot een grote teruggang van de Friese taal en maakte een einde aan het gebruik van het Fries in het officiële verkeer. In Leeuwarden ontstond een nieuw eigen dialect, het  Leeuwarders dat gestadig werd ingeruild voor het Fries.